# Lindsey (Suffolk)
Lindsey – wieś i civil parish w Anglii, w hrabstwie Suffolk, w dystrykcie Babergh. Leży 19 km na zachód od miasta Ipswich i 94 km na północny wschód od Londynu. W granicach civil parish leżą także Lindsey Tye i Rose Green. Miejscowość liczy 187 mieszkańców. W miejscowości znajduje się kościół zwany Church of St Peter.